# 597
597 (DXCVII na numeração romana) foi um ano comum do século VI, do Calendário Juliano, da Era de Cristo, teve início e fim em uma terça-feira, com a letra dominical F.
| ano completo                       |
| ---------------------------------- |
| Ano comum com início à terça-feira |

## Nascimentos
- Kotoku, 36.º imperador do Japão.
- Chu Suiliang, chanceler da Dinastia Tang.

## Mortes
- São Columba (n. 521)

## Acontecimentos
O Papa Gregório envia a missão gregoriana com o intuito de converter os Anglo-saxões ao cristianismo.